# 藤子・F・不二雄のパラレル・スペース
『藤子・F・不二雄のパラレル・スペース』（ふじこ・エフ・ふじおのパラレル・スペース）は、2008年10月31日よりWOWOWで放送が開始された30分のテレビドラマ。全6回。放送時間は毎週金曜深夜0:00（JST）。であるため、事実上の放送開始日は11月1日となる。ミッドナイト☆ドラマでは『てやんでいBaby』に続く2作目となる。
藤子・F・不二雄のSF短編作品を映像化した。関連ミニ番組として『S、F。（少し、藤子。）』を番組放送前の11時50分から放送していた。

## エピソード
|       | タイトル              | 初放送日 | 出演                                             | 演出     | 脚本                |
| ----- | --------------------- | -------- | ------------------------------------------------ | -------- | ------------------- |
| 第1話 | 値ぶみカメラ          | 10月31日 | 長澤まさみ ケイン・コスギ 諏訪雅 安斎肇 渡辺えり | 箭内道彦 | 三浦有為子          |
| 第2話 | あいつのタイムマシン  | 11月7日  | 田畑智子 ミムラ                                  | 三木孝浩 | 大歳倫弘 上田誠     |
| 第3話 | ボノム ～底ぬけさん～ | 11月14日 | 國村隼 中山祐一朗                                | 藤本周   | 藤本周              |
| 第4話 | かわい子くん          | 11月21日 | 本多力 麻生久美子 いとうあいこ 要潤              | 筧昌也   | 筧昌也              |
| 第5話 | 征地球論              | 11月28日 | 谷村美月 小林すすむ                              | 青池良輔 | 三浦有為子 青池良輔 |
| 第6話 | ボクラ共和国          | 12月5日  | 日向ななみ 長島弘宜 ささの貴斗                   | 小泉徳宏 | 小泉徳宏            |

## 備考
当初、企画段階では関根光才の脚本・演出による「気楽に殺ろうよ」の放送も検討されていた。しかし、当時の社会情勢に鑑みて、殺人が合法化された社会を描く作品を放送するのはまずいと藤子・F・不二雄プロからNGが出たため製作中止となり、その代わりに「ボノム ～底ぬけさん～」を放送することとなった。